# 174 (număr)
174 (o sută șaptezeci și patru) este numărul natural care urmează după 173 și precede pe 175 într-un șir crescător de numere naturale.

## În matematică
174
- Este un număr compus.[1]
- Este un număr abundent [2][3]
- Este un număr sfenic.[4]
- Este un număr nontotient [5][6]
- Este un număr odios.[7][8]
- Este un număr poligonal[9] (59-gonal).
- Este un număr semiperfect (pseudoperfect).[10][11]

## În știință

### În astronomie
- Obiectul NGC 174 din New General Catalogue este o galaxie spirală lenticulară sau barată cu o magnitudine 13,82 în constelația Sculptorul.
- 174 Phaedra este un asteroid mare din centura principală.
- 174P/Echeclus (= asteroidul 60558 Echeclus) este o cometă periodică din sistemul nostru solar.
- Gliese 174 sau V834 Tau, este o stea variabilă.

## În alte domenii
174 se poate referi la:
- Bacteriofagul Phi X 174 al cărui genom ADN a fost secvențiat primul.